# ماریو چچی
ماریو چچی (انگلیسی: Mario Checcacci؛ ۲۹ آوریل ۱۹۰۹ – ۱۷ ژانویهٔ ۱۹۸۷) قایقران روئینگ اهل ایتالیا بود.
وی در مسابقات کشوری و بین‌المللی در مجموع برندهٔ ۱ مدال طلا، ۱ مدال نقره شده‌است.